# Икусака
Икусака (яп. 生坂村 Икусака-мура) — село в Японии, находящееся в уезде Хигаситикума префектуры Нагано. Площадь села составляет 38,97 км², население — 1887 человек (1 августа 2014), плотность населения — 48,42 чел./км².

## Географическое положение
Село расположено на острове Хонсю в префектуре Нагано региона Тюбу. С ним граничат города Нагано, Адзумино, Омати, посёлок Икеда и сёла Тикухоку, Оми.

## Население
Население села составляет 1887 человек (1 августа 2014), а плотность — 48,42 чел./км². Изменение численности населения с 1980 по 2005 годы:
| 1980 | 3142 чел. |  |
| 1985 | 2904 чел. |  |
| 1990 | 2738 чел. |  |
| 1995 | 2559 чел. |  |
| 2000 | 2416 чел. |  |
| 2005 | 2160 чел. |  |

## Символика
Деревом села считается дуб зубчатый, цветком — рододендрон.